# Story of My Dream
Story of My Dream è un singolo del gruppo musicale polacco Riverside, pubblicato il 27 ottobre 2021 come unico estratto dalla terza raccolta Riverside 20 - The Shorts & the Longs.

## Antefatti
Il 13 luglio 2021 il gruppo ha rivelato di essere entrato in studio di registrazione per la realizzazione di un brano speciale, spiegando che sarebbe stato eseguito durante il loro tour celebrativo dei vent'anni di carriera e che sarebbe stato pubblicato nell'autunno seguente. Per la prima volta in carriera dai tempi di Anno Domini High Definition la formazione non si è recata nei Serakos Studio di Varsavia, bensì ha registrato la traccia presso il Boogie Town Studio di Otwock sotto la supervisione di Paweł Marciniak:
(Mariusz Duda intervistato da Teraz Muzyka nel luglio 2021.)
Il 7 ottobre dello stesso anno sono stati rivelati il titolo, la copertina (curata da Travis Smith) e la data di uscita, fissata per venti giorni più tardi.

## Descrizione
Story of My Dream è stato interamente scritto e composto dal frontman Mariusz Duda e rappresenta il primo brano dei Riverside registrato dopo l'ingresso in formazione del chitarrista Maciej Meller come componente ufficiale e come da loro spiegato «presenta tutti gli elementi caratteristici del nostro stile», unendo di fatto le sonorità aggressive tipiche delle loro prime pubblicazioni con quelle più malinconiche e orientate alla forma canzone tipiche degli album della seconda decade. Anche il testo, così come la copertina, presenta citazioni dirette a tutti i precedenti album.

## Video musicale
Il video, diretto da Tomasz Pulsakowski, è stato reso disponibile in concomitanza con il lancio del singolo attraverso il canale YouTube della Inside Out Music e mostra il gruppo eseguire il brano all'interno di una grossa stanza.

## Tracce
Testi e musiche di Mariusz Duda.
1. Story of My Dream – 5:47

## Formazione
Gruppo
- Mariusz Duda – basso, voce, arrangiamento
- Piotr Kozieradzki – batteria, arrangiamento
- Michał Łapaj – tastiera, organo Hammond, arrangiamento
- Maciej Meller – chitarra, arrangiamento

Produzione
- Mariusz Duda – produzione
- Paweł Marciniak – ingegneria del suono, missaggio, mastering